# Francisco Villarroya
Francisco Javier Pérez Villarroya (Zaragoza, 1966. augusztus 9. –) spanyol válogatott labdarúgó.

## Pályafutása

### Klubcsapatban
Zaragózában született. Pályafutását 1984-ben a Real Zaragozában kezdte, de párhuzamosan a Deportivo Aragón együttesében is játszott. 1984 és 1990 között 100 mérkőzésen lépett páláyra az első csapatban. 1990 és 1994 között a Real Madrid játékosa volt, melynek tagjaként 1993-ban megnyerte a spanyol kupát és a szuperkupát. 1994-től 1996-ig a Deportivo La Coruñában szerepelt. 1996 és 1998 között a Sporting Gijón csapatát erősítette. Az 1998–99-es szezonban a Badajoz játékosa volt. 

### A válogatottban
1989 és 1992 között 14 alkalommal szerepelt a spanyol válogatottban. Egy Lengyelország elleni barátságos mérkőzés alkalmával mutatkozott be 1989. szeptember 20-án, amely 1–0-ás győzelemmel zárult. Részt vett az 1990-es világbajnokságon, ahol a spanyolok összes mérkőzésén kezdőként lépett pályára.

## Sikerei, díjai
Real Madrid
- Spanyol kupa (1): 1992–93
- Spanyol szuperkupa (2): 1990, 1993

Real Zaragoza
- Spanyol kupa (1): 1985–86

Deportivo La Coruña
- Spanyol kupa (1): 1994–95
- Spanyol szuperkupa (1): 1995

## Külső hivatkozások
- Francisco Villarroya adatlapja a National-Football-Teams.com oldalon (angolul)

- Francisco Villarroya (angol nyelven). eu-football.info
- Francisco Villarroya (angol, katalán, spanyol nyelven). BDFutbol.com
- Francisco Villarroya (német nyelven). kicker.de
- Francisco Villarroya adatlapja a worldfootball.net oldalon (angolul)